# Sydlig mullvadslämmel
Sydlig mullvadslämmel (Ellobius fuscocapillus) är en däggdjursart som beskrevs av Edward Blyth 1843. Ellobius fuscocapillus ingår i släktet mullvadslämlar och familjen hamsterartade gnagare. IUCN kategoriserar arten globalt som livskraftig. Inga underarter finns listade.
Med en kroppslängd (huvud och bål) av 98 till 145 mm, en svanslängd av 9 till 20 mm och en vikt av 34 till 101 g är arten lite större än Ellobius lutescens. Sydlig mullvadslämmel har dessutom ljusare päls. Hos arten är honor lite tyngre än hannar. På ovansidan är den korta och mjuka pälsen gulbrun till gulgrå och den blir fram till kroppens sidor samt fram till buken ljusare. Hos några exemplar förekommer rödaktiga nyanser. Ovanför näsan är pälsen tydlig mörkare (mörkbrun till svartbrun) än kindernas päls. Den korta svansen är tät täckt med mörka hår. De långa framtänderna med vit tandemalj används när arten gräver. Framtänderna är synliga vid sluten mun.
Denna gnagare förekommer i centrala Asien. Utbredningsområdet sträcker sig över nordöstra Iran, södra Turkmenistan, större delar av Afghanistans lågland och angränsande regioner av Pakistan. En avskild population finns i södra Iran. Arten vistas främst i låglandet men når trots allt en- eller tvåtusen meter höjd. Habitatet utgörs av stäpper och odlade områden.
Individerna bygger underjordisk bon och äter främst rötter och rotfrukter. De håller ingen vinter- eller sommardvala men blir slö vid matbrist. Per kull föds tre eller fyra ungar. Boets centrala tunnel ligger vanligen 15 till 25 centimeter under markytan. Dessutom finns gångar som ligger närmare markytan för födosöket. Från huvudtunneln går en förgrening till kammaren som ligger vid ett djup av 35 till 115 centimeter. Dessutom skapas några förrådsrum vid ett djup av 20 till 50 centimeter. I Turkmenistan föds de flesta ungar mellan april och maj.